# Исман, Хайоно
Хайоно Исман (индон. Hayono Isman; 25 апреля 1955, Сурабая , Восточная Ява) — индонезийский политический и государственный деятель.

## Биография
Родился в семье индонезийского военного и государственного деятеля Маса Исмана, которому посмертно был присвоено звание Национального героя Индонезии. Получил образование в Государственном колледже для служащих (STIP-AN) Джакарты.
Член партии Голкар (1987—1997), затем — Демократической партии Индонезии (2009—2016).
Трижды избирался депутатом Совета народных представителей Индонезии: на сроки с 1987 по 1992 год и с 1992 по 1997 год от Голкар и на срок с 2009 по 2014 год от ДП.
В 1993—98 годах занимал пост министра по делам молодежи и спорта.
В 2016 году Хайоно Исман официально вышел из Демократической партии Индонезии и в 2017 году вступил в Национально-демократическую партию и вошёл в состав её консультативного совета.